# Новопавлівка (Смолінська селищна громада)
Новопа́влівка — село в Україні, у Смолінській селищній громаді Новоукраїнського району Кіровоградської області. Населення становить 362 осіб. Орган місцевого самоврядування — Смолінська селищна рада.

## Населення
Згідно з переписом УРСР 1989 року чисельність наявного населення села становила 321 особа, з яких 142 чоловіки та 179 жінок.
За переписом населення України 2001 року в селі мешкали 362 особи.

### Мова
Розподіл населення за рідною мовою за даними перепису 2001 року:
| Мова       | Відсоток |
| ---------- | -------- |
| українська | 97,24 %  |
| російська  | 1,66 %   |
| молдовська | 0,83 %   |
| білоруська | 0,28 %   |